# Пять франков (Франция)
Монеты в 5 франков чеканились во Франции более 200 лет, с 1795 до 2001 год.
Первые франки были отчеканены в Компьене 5 декабря 1360 года, для выкупа короля Иоанна II, захваченного англичанами 19 сентября 1356 года в битве при Пуатье. Англичане потребовали за его освобождение сумму в 4 миллиона экю. Для этого была выпущена новая монета, весом 3,87 г чистого золота, эквивалентная 1 ливру или 20 су. На ней был изображен король на коне, вооруженный щитом и мечом. Легенда гласила «Francorum Rex» (то есть «король франков»). Золотые, а позднее серебряные франки чеканились до 1586 году, когда указ короля Генриха III, запретил их использование. До 1641 года чеканили монеты в 1/2 и 1/4 франка, пока их окончательно не вытеснили в результате денежной реформы Людовика XIII.

## Первая республика (1792—1804)
Несмотря на то, что франк не был в обращении 150 лет, про него не забыли. После победы Великой французской революции франк стал основной денежной единицей молодой республики. В 1795 году чеканятся первые монеты в 5 франков, которые до 1802 года остаются самой крупной монетой страны. Штемпеля, для чеканки этой монеты изготавливал известный французский гравер Огюстен Дюпре.
На аверсе монеты изображён Геркулес, после победы над Немейским львом, стоящий между аллегориями Свободы и Равенства. Аллегория свободы держит в руках копье, на острие которого надет фригийский колпак. Легенда на аверсе гласит: UNION ET FORCE (Единство и сила). На реверсе изображены оливковая и дубовая ветви, связанные лентой. Надпись по кругу: RÉPUBLIQUE FRANÇAISE (Республика Франция). В центре — номинал (5 FRANCS) и год по новому революционному календарю, в форме «L’AN Х».
Грут монет имел надпись вдавленными (углубленными в металл) буквами: «GARANTIE NATIONALE». Монеты чеканились из серебра 900 пробы, и при диаметре 37 мм, весили около 25 г.

## Император Наполеон (1804—1814 и 1815)
Правление императора Наполеона I было очень неспокойным для монетных дворов Франции. Еще в 1802 году, когда Наполеон был первым консулом, 5 франковые монеты Первой республики сменились новыми. На аверсе изображался его портрет с надписью «BONAPARTE PREMIER CONSUL» (Бонапарт — первый консул), реверс оставался очень похожим на монеты предыдущей чеканки. Изменилась надпись на гурте монеты, теперь там значилось: «DIEU PROTEGE LA FRANCE» (Бог хранит Францию). Монетные штемпеля для этого типа монет гравировал Пьер-Жозеф Тиолье. Такие монеты чеканились всего два года — в 1802 и 1803.
7 апреля 1803 года были отменены бумажные деньги; основной денежной единицей стал серебряный франк, поделённый на 100 сантимов. Помимо пяти-франковых монет были введены серебряные монеты достоинством в 1/4, 1/2, 1 и 2 франка, и золотые — 20 и 40 франков. После принятия новой конституции, провозгласившей Наполеона «императором французов», изменился и дизайн 5 франковых монет — вместо надписи «BONAPARTE PREMIER CONSUL», на аверсе появилась другая — «NAPOLEON EMPEREUR» (Император Наполеон). До 1809 года эта надпись мирно уживается с легендой на реверсе — «RÉPUBLIQUE FRANÇAISE».
Монеты этого дизайна чеканились до 1806 года, когда обозначение года по революционному календарю (L’AN 14) сменяется более привычным — 1806. В 1807 году голову императора венчает лавровый венок, в 1809 — надпись на реверсе «Республика Франция» заменяют на более соответствующую действительности: «EMPIRE FRANÇAIS» (Французская Империя). Далее, до самого отречения Наполеона, внешний вид монет практически не менялся. В период кратковременного возвращения Наполеона к власти в 1815 году, некоторыми монетными дворами была возобновлена чеканка монет этого типа.
- Пять франков 1802/1803 года (AN XI, первый консул Бонапарт), гравер Пьер-Жозеф Тиолье.
- Пять франков 1805/1806 года (L’AN 14, Наполеон I), гравер Пьер-Жозеф Тиолье.
- Пять франков 1811 год (Наполеон I), гравер Пьер-Жозеф Тиолье.
- Гурт монеты пять франков 1811 года.

## Людовик XVIII (1814—1824)
После реставрации Бурбонов и коронации Людовика XVIII, был изменен и дизайн монет. Новые 5 франковые монеты сделали похожими на экю дореволюционной чеканки, хотя их размер и вес остался прежним (десятичная франковая система уже прочно вошла в обиход французов). На аверсе, вокруг портрета короля располагалась надпись: «LOUIS XVIII ROI DE FRANCE» (Луи XVIII — король Франции). В центре реверса был расположен щит с тремя лилиями, над ним — корона. Все это окружено двумя оливковыми ветвями, связанными лентой. Надпись по кругу: «PIECE DE 5 FRANCS». Внизу — год, и буква — знак монетного двора. На гурте углубленная надпись на латыни: «DOMINE SALVUM FAC REGEM» (Господь, храни короля). Гравировка Пьер-Жозефа Тиолье. Этот тип монет чеканили в 1814—1815 гг.
В 1816 дизайн изменили, уменьшив размер бюста короля и заменив надпись на реверсе более короткой «5 F». В таком виде монеты чеканили до самой смерти короля в 1824 году. Монетные штемпеля для этого типа монет гравировал французский медальер, резчик монетных штемпелей и скульптор Огюст-Франсуа Мишо.

## Карл X (1824—1830)
Пятифранковые монеты недолгого правления короля Карла X практически не отличаются от монет предыдущего периода. Был изменен портрет и надпись на аверсе монеты заменена на «CHARLES X ROI DE FRANCE» (Карл X — король Франции). Остальные характеристики монет остались прежними. Гравировщик, по-прежнему Огюст-Франсуа Мишо.

## Луи-Филипп I (1830—1848)
Получивший французскую корону Луи-Филипп I, позицировал себя как король-гражданин, или король французов. Он убрал с монет все регалии королевской власти, так что внешний вид пятифранковых монет его периода сильно отличается от предыдущих. На аверсе вокруг портрета короля располагалась надпись: «LOUIS PHILIPPE I ROI DES FRANÇAIS» (Луи-Филипп I — король французов); на реверсе, в окружении двух оливковых ветвей номинал (5 FRANCS) и год. На гурт вернулась надпись времен империи Наполеона: DIEU PROTEGE LA FRANCE (Бог хранит Францию).
Первые два варианта этих монет были созданы гравером Н.-Пьером Тиолье. Один вариант отличался тем, что король был изображен с обнаженной головой. На другом, к тому же, в имени короля «Луи-Филипп I» не был указан порядковый номер «I». Вероятно, это не понравилось Луи-Филиппу, так как эти два вида монет чеканились только в 1830—1831 гг. В 1830 году, другой гравер Жозеф-Франсуа Домар, изменил дизайн монет, поместив на голову короля венок. В таком виде эта монета и чеканилась до самого отречения Луи-Филиппа в 1848 году.
В 1830 году сменилась и техника нанесения текста на гурт монет — теперь буквы и звездочки были не углубленными в металл, а выпуклыми.
Матрица для штамповки гурта набиралась из трех сегментов, так что обычно хорошо видны места их стыковок.
Гурт монет 1830 и 1831 года чеканился в двух вариантах: с выпуклой и вдавленной надписью. После 1832 года надпись на гурте была только выпуклой.

## Вторая республика (1848—1852)
Революция 1848 года возродила надежды простых людей. Вероятно с этим связана чеканка пятифранковой монеты с изображением Геракла и двух аллегорий по мотивам монетного типа А. Дюпре. Немного был изменен рисунок: девушка — аллегория Свободы держит в руках копье, на острие которого теперь не фригийский колпак, а перчатка с двумя согнутыми пальцами; изменилась прическа второй женской фигуры, сменилась круговая легенда: «LIBERTÉ ÉGALITÉ FRATERNITÉ» (Свобода, Равенство, Братство). На реверсе монеты, год теперь обозначался не по республиканскому, а по общепринятому — григорианскому календарю.
Монеты этого типа чеканились в 1848-49 годах, только на четырех монетных дворах Франции: Париж, Лион, Бордо и Страсбург.
В 1848 году был проведен конкурс на новый дизайн монет. Конкурс выиграл гравер Эжен-Андре Удине, которым был предложен оригинальный тип пятифранковой монеты: на ее аверсе была изображена голова древнеримской богини плодородия — Цереры в венке из колосьев, цветов и дубовых листьев. Надпись на аверсе гласила: «REPUBLIQUE FRANÇAISE», на реверсе изображались две дубовые ветви, скрепленные лентой, в ценре — номинал и год, надпись по кругу: «LIBERTÉ ÉGALITÉ FRATERNITÉ». Эти монеты чеканились только три года (1849-51 гг.). Всего на монетных дворах Парижа, Страсбурга и Бордо было выпущено более 37 693 000 экземпляров.

## Луи Наполеон Бонапарт (1852—1870)
Луи Наполеон Бонапарт, племянник Наполеона I, пришел к власти мирным путем, став в 1848 году президентом республики. В 1852 году чеканятся пятифранковые монеты, на которых был изображен новый президент. Легенда на аверсе гласила «LOUIS-NAPOLEON BONAPARTE» (Луи-Наполеон Бонапарт), реверс практически повторял реверс монет типа Дюпре второй республики. Монетные штемпеля вырезал Жан Жак Барре. Монета чеканилась только в 1852 году.
В 1851 года Луи Наполеон совершает государственный переворот и через год провозглашает себя императором Второй империи. Уже в 1853 году начинается чеканка новой монеты, где на аверсе появляется новый титул Наполеона «NAPOLEON III EMPEREUR». Кардинально меняется реверс монет: место венка из ветвей занимает громоздкий, перегруженный деталями герб. В центре изображен орел, держащий в когтях молнии; он окружен цепью ордена Почетного легиона. Два перекрещенных скипетра символизируют «руку правосудия» и власть императора. Все венчает императорская корона и ниспадающая складками мантия. Изменилась и надпись на реверсе — «EMPIRE FRANÇAIS». Автор — Луи-Шарль Буве. В 1862 году дизайн монет был немного изменен: голову императора украсил лавровый венок, герб стал еще более пышный — увеличилось количество складок мантии и пышность лент. Этот вариант гравировал уже другой резчик — Дезире Альберт Барре. Такой тип монет чеканили до самого низложения императора в 1870 году.
Помимо серебряных пятифранковых монет, в правление Наполеона III начали чеканку монет того же номинала из золота 900 пробы. Естественно, эти монеты были легче серебряных — при диаметре 14-16 мм их вес составлял приблизительно 1.6 г. Аверс этих монет мало отличался от серебряных, реверс же был традиционного дизайна — две оливковые ветви и номинал в центре. С 1854 по 1869 год два раза менялся портрет императора изображенный на аверсе. Гурт этого типа монет без надписи, рубчатый.
С падением Наполеона III чеканка золотых пятифранковых монет была прекращена и больше не возобновлялась.

## Третья республика (1870—1940)
С восстановлением республики, продолжилась чеканка серебряных пятифранковых монет, аналогичных тем, что выпускались во время Второй республики. Тип Эжена-Андре Удине с головой Цереры чеканился всего два года — в 1870 и 1871 году. Известны две разновидности этих монет: с надписью «LIBERTÉ ÉGALITÉ FRATERNITÉ» на реверсе, и без надписи.
Серебряные монеты типа Дюпре (с изображением Геркулеса и двух аллегорий) чеканили с 1870 по 1878 год.
В 1865 году, по инициативе Франции был создан Латинский монетный союз. Франция, Бельгия, Италия и Швейцария договорились привести свои валюты к биметаллическому стандарту с фиксированным соотношением между серебром и золотом. Договор был направлен на достижение единообразия в чеканке монет, которые должны были взаимно приниматься национальными казначействами как законное платёжное средство. Когда в 1873 году упала цена на серебро, ряд государств Латинского монетного союза был вынужден прекратить чеканку серебряных монет (Франция лишь сократила их выпуск).
В 1878 году был прекращен выпуск пятифранковых монет типа Дюпре. На этом закончилась 83-летняя история чеканки «тяжелой» пятифранковой монеты, которая, несмотря на все войны, революции, экономические и политические кризисы, сохраняла неизменный вес (25 г), размер (37 мм) и пробу металла (900).
С 1879 по 1932 год монеты номиналом 5 франков не чеканились. В какой то мере их функцию выполняли соответствующие банкноты и золотые монеты в 10, 20, 50 и 100 франков. С началом Первой мировой войны была прекращена чеканка и золотых монет.
Только в 1933 году была выпущена первая пятифранковая монета нового типа. Дизайн монеты создал Габриэль-Бернар (Люсьен) Базо. На аверсе изображена повернутая направо голова Марианны, надпись гласила: «REPVBLIQVE FRANÇAISE». На реверсе — венок их пшеничных колосьев, оливковой и дубовой ветви, и виноградной грозди. В центре номинал — «5 FRANCS», сверху девиз — «LIBERTE EGALITE FRATERNITE». Гурт монеты рубчатый, без надписи. Диаметр 23.7 мм, вес 6 граммов. Монета чеканилась из никеля.
12 августа 1933 года публикуются итоги конкурса на дизайн новой монеты в 5 франков. Победу одерживает гравер Андре Анри Лаврийё (1885—1958). На аверсе новой монеты изображена повернутая налево голова Марианны, надпись: «REPVBLIQVE FRANÇAISE». На реверсе — стилизованный венок их оливковых ветвей, сверху две буквы «FR» (Французская республика) и номинал — «5 FRANCS». Гурт гладкий. Вес этой монеты был в два раза больше, чем у предыдущей (12 г.), диаметр 31 мм. С 1933 по 1938 год монеты чеканились из никеля, с 1938 по 1940 — из алюминиевой бронзы.

## Режим Виши (1941—1944)
Начавшаяся Вторая Мировая война и германская оккупация заставили прекратить выпуск этих монет. Для территории южной Франции, контролировавшейся коллаборационистским режимом Виши, чеканились  монеты из цинка и алюминия. В 1941 году, была отчеканена и пятифранковая монета. На аверсе изображался портрет маршала Петена, круговая легенда гласила: «CHEF DE L’ETAT PHILIPPE PETAIN MARECHAL DE FRANCE» (Глава государства Филипп Петен маршал Франции); на реверсе — герб Вишистского правительства — средневековый топорик-франциска. Девиз республики, сменился на «Travail, Famille, Patrie» (Труд, семья, отечество). Монета весила 4 грамма и изготавливалась из медно-никелевого сплава. Гравер Габриэль-Бернар (Люсьен) Базо.

## Четвертая республика(1944—1958)
Вскоре после освобождения Франции от немецко-фашистской оккупации возобновилась чеканка пятифранковых монет типа Лаврийё. В 1945—1947 гг. монеты изготавливали из алюминиевой бронзы (вес 12 г.). Параллельно, с 1945 по 1952 год, чеканились такие же монеты из алюминия. При сохранении прежнего диаметра и толщины, эти монеты весили всего 3.5 грамма.
Наряду с несомненным экономическим ростом послевоенного десятилетия, финансы страны испытывают мощную инфляционную нагрузку. В 1947 году прекращается чеканка разменных монет, в 1951 — та же участь постигает монеты в 1 и 2 франка. На следующий год приостанавливается чеканка пятифранковых монет. Монетой с наименьшим номиналом становиться десятифранковая.

## Пятая республика(с 1958)
В 1958 году правительство Шарля де Голля решило провести деноминацию франка, укрупнив его в 100 раз. Этот новый франк получил название «тяжелого». 1 января 1960 года новые монеты и банкноты поступили в обращение.
Возобновилась чеканка и пятифранковых монет. На аверсе монеты была изображена Марианна в виде «Сеятельницы». Босая девушка во фригийском колпаке, на фоне восходящего солнца, идет по полю и разбрасывает зерна — образ созданный медальером и гравером Луисом Оскаром Роти (1846—1911) в 1897 году для монет в 50 сантимов, 1 и 2 франка. Круговая надпись на аверсе гласит: «REPUBLIQUE FRANCAISE» (Французская республика). На реверсе этой монеты изображены переплетенные пшеничные колосья, оливковая и дубовая ветви, номинал: «5 FRANCS». Легенда на реверсе: «LIBERTE * EGALITE * FRATERNITE» (Свобода равенство братство).
С 1959 (в этом году была выпущена небольшая пробная партия) по 1969 год монеты чеканились из серебра 835 пробы. Диаметр 29 мм, вес 12 граммов. На гурте располагалась надпись выпуклыми буквами: «LIBERTE EGALITE FRATERNITE».
С 1970 года монету в 5 франков начинают чеканить из медно-никелевого сплава с никелевым покрытием. Дизайн монеты остается прежним, только с гурта убирают надпись и заменяют его обычной насечкой. При прежнем диаметре и толщине, вес никелевой монеты, соответственно снижается до 10 граммов. В таком виде эта монета чеканилась еще 31 год, до перехода Франции на евро в 2001 году.

## Юбилейные и коллекционные пятифранковые монеты
Помимо пятифранковых монет регулярных выпусков, с 1989 по 2000 годы было выпущено 16 юбилейных и коллекционных монет этого номинала.
- Коллекционная монета 5 франков (1989 год, серебро, Proof), 100 лет Эйфелевой башне.
- Юбилейная монета 5 франков (1989 год, никель), 100 лет Эйфелевой башне.